# Критерій добутків
Крите́рій добутків  — один з критеріїв прийняття рішень в умовах невизначеності. Умовами невизначеності вважається ситуація, коли наслідки прийнятих рішень невідомі, і можна лише приблизно їх оцінити. Цей критерій застосовується тільки тоді, коли множина станів є скінченною.
Множина оптимальних альтернатив визначається так:
```

  

    

      

        

          
X

          

            
o

            
p

            
t

          

        

        
=

        

          
a

          
r

          
g

          

          

            
max

            

              

                
x

                
∈

                
X

              

            

          

        

        

          
∏

          

            
s

            
∈

            
S

          

        

        
ω

        
(

        
x

        
,

        
s

        
)

        
,

        

        

          
(

          
1

          
)

        

      

    

    
{\displaystyle X_{opt}=\mathrm {arg\;\max _{\mathit {x\in X}}} \prod _{s\in S}\omega (x,s),\;\mathrm {(1)} }

  

```

де {\displaystyle ~\omega (x,s)=u(x,s)}, 
за умови, що {\displaystyle ~u(x,s)>0,\forall \;x\in X} та {\displaystyle ~\forall \;s\in S,\;\mathrm {(2)} }
{\displaystyle \;u(x,s)}  — функція рішень, визначена на {\displaystyle X\times S}, {\displaystyle X} — множина альтернатив, {\displaystyle S} — множина станів,
Якщо умова {\displaystyle \mathrm {(2)} } не виконується, тоді
{\displaystyle ~\omega (x,s)=u(x,s)-\mathrm {\min _{\mathit {x\in X}}\;\min _{\mathit {s\in S}}} \;u(x,s)+\lambda ,\;\lambda >0.\;\mathrm {(3)} }
У скінченновимірного випадку, якщо {\displaystyle \mathbf {U} =[u_{kj}]_{M\times N}}  — матриця рішень, де {\displaystyle M}  — кількість альтернатив, {\displaystyle N}  — кількість станів для кожної альтернативи, то множина оптимальних альтернатив визначається так:
```

  

    

      

        

          
X

          

            
o

            
p

            
t

          

        

        
=

        

          
a

          
r

          
g

          

          

            
max

            

              

                

                  

                    
x

                    

                      
k

                    

                  

                

              

              
,

              

              

                

                  
k

                

              

              
=

              

                

                  

                    
1

                    
,

                    

                      

                        
M

                      

                    

                  

                  
¯

                

              

            

          

        

        

          
∏

          

            
j

            
=

            
1

          

          

            
N

          

        

        

          
ω

          

            
x

            
j

          

        

        
,

        

        

          
(

          
4

          
)

        

      

    

    
{\displaystyle X_{opt}=\mathrm {arg\;\max _{{\mathit {x_{k}}},\;{\mathit {k}}={\overline {1,{\mathit {M}}}}}} \prod _{j=1}^{N}\omega _{xj},\;\mathrm {(4)} }

  

```

де {\displaystyle ~\omega _{kj}=u_{kj}},
за умови, що {\displaystyle ~u_{kj}>0,\forall \;k={\overline {1,M}}} та {\displaystyle ~\forall \;j={\overline {1,M}}.\;\mathrm {(5)} }
Якщо умова {\displaystyle \mathrm {(5)} } не виконується, тоді
{\displaystyle ~\omega _{kj}=u_{kj}-\mathrm {\min _{{\mathit {k}}={\overline {1,{\mathit {M}}}}}\;\min _{{\mathit {j}}={\overline {1,{\mathit {N}}}}}} \;u_{kj}+\lambda ,\;\lambda >0.\;\mathrm {(6)} }

## Приклад
{\displaystyle \mathbf {U} ={\begin{bmatrix}4&1&5&4\\6&7&8&3\\9&1&2&4\\\end{bmatrix}}.}
{\displaystyle \mathbf {P} ={\begin{bmatrix}0.1&0.3&0.6&0\\0.2&0.5&0&0.3\\0.6&0.2&0.2&0\\\end{bmatrix}}.}
{\displaystyle \mathbf {W=(\omega _{\mathit {kj}})_{\mathit {3\times 4}}} ={\begin{bmatrix}4&1&5&4\\6&7&8&3\\9&1&2&4\\\end{bmatrix}}.}
Нехай {\displaystyle \lambda =1}, тоді отримаємо:
{\displaystyle X_{opt}(\lambda )=\mathrm {arg\max _{{\mathit {x_{k}}},\;{\mathit {k}}={\overline {1,{\mathit {M}}}}}} \{4\cdot 1\cdot 5\cdot 4,\;6\cdot 7\cdot 8\cdot 3,\;9\cdot 1\cdot 2\cdot 4\}=\mathrm {arg\max _{{\mathit {x_{k}}},\;{\mathit {k}}={\overline {1,{\mathit {M}}}}}} \{80,\;1008,\;72\}=\{x_{2}\}\;}

## Критерії прийняття рішень
- Теорія рішень
- Критерій Баєса — Лапласа
- Критерій Вальда
- Критерій Севіджа
- Критерій Гурвіца
- Критерій Гермейєра
- Критерій мінімальної дисперсії
- Критерій Ходжа-Лемана
- Критерій максимальної імовірності